# Sakłak (Osowce)
Sakłak – część wsi Osowce w Polsce, położona w województwie wielkopolskim, w powiecie konińskim, w gminie Kramsk. Należy do sołectwa Milin.
W latach 1975–1998 Sakłak administracyjnie należał do województwa konińskiego. Niedaleko przepływa rzeka o takiej samej nazwie, Sakłak, będąca dopływem Wiercicy.